# Sarcoglyphis flava
Sarcoglyphis flava  (лат.) — вид однодольных растений рода Sarcoglyphis семейства Орхидные (Orchidaceae). Под текущим таксономическим названием был описан венгерско-американским ботаником Лесли Эндрю Гараем в 1972 году.

## Распространение, описание
Встречается в Мьянме и Таиланде; в некоторых источниках считается эндемиком Мьянмы.
Эпифитное растение-хамефит небольшого размера. Стебель прямостоячий. Соцветие с несколькими цветками.

## Синонимы
Синонимичные названия:
- Gastrochilus flavus (Hook.f.) Kuntze
- Saccolabium flavum Hook.f.
- Sarcanthus flavus (Hook.f.) J.J. Sm.